# Edward A. Perry
Edward Aylesworth Perry (15 de março de 1831 – 15 de outubro de 1889) foi um militar e político americano, o 14º Governador da Flórida, com mandato de 1885 até 1889. Como militar ocupou o posto de general sob o comando de Robert E. Lee durante a Guerra Civil americana.

## Início de vida
Ele era descendente de Arthur Perry, um dos primeiros colonos da Nova Inglaterra. Seus pais eram agricultores, Asa e Philura Perry, sendo ele o quarto de cinco filhos do casal.
Nascido em Richmond, Massachusetts, Perry mudou-se para Greenville, Alabama em 1853, após estudou por um breve período na Universidade de Yale. No Alabama, passou a lecionar e estudar direito com Hillary A. Herbert, um Coronel do exército confederado que foi herói na batalha de Gettysburg e o Secretário da Marinha sob o presidente Grover Cleveland. Em seguida mudou-se para Pensacola, Flórida sendo admitido para advocacia. Após serviu como juiz na Flórida, no Condado de Escambia, de 1857 até 1861. Casou-se com Wathen Virginia Taylor em 1º de fevereiro de 1859, neta de Hilary Herbert e prima de Hilary A. Herbert.

## Guerra de Secessão (guerra civil americana)
Durante a Guerra Civil, Perry lutou com distinção para a Confederação, sendo rapidamente promovido de recruta privado para brigadeiro-general. Em maio de 1861, alistou-se na 2ª Companhia de infantaria da Flórida e foi designado como seu capitão. Um ano mais tarde, ele foi promovido para coronel do Regimento.
Em junho de 1862, ele foi ferido durante a batalha de Glendale, durante a campanha da Península e de Furloughed. Em 28 de agosto de 1862, Perry foi promovido ao posto de brigadeiro-general no exército provisório da Confederação e voltou à ativa no ano seguinte. Ele levou uma brigada de toda Flórida para o exército da Virgínia do Norte na batalha de Chancellorsville, mas adoeceu com febre tifóide e perdeu a campanha de Gettysburg, onde o coronel David Lang comandou a brigada de Perry.
Perry restabelecido voltou para o exército da Virgínia do Norte para comandar a sua brigada na campanha de Bristoe no outono de 1863. No entanto, foi severamente ferido nos combates no deserto em 6 de maio de 1864. Brevemente voltou para as trincheiras durante o cerco de Petersburg, mas não estava recuperado suficientemente para o serviço ativo. Então foi enviado para o Alabama até o fim da guerra, servindo na reserva da corporação de feridos do exército confederado.

## Governador da Flórida
Ele voltou para a Flórida e tornou-se um proeminente advogado e político democrata no Estado. Eleito governador em 1884, ele assumiu o cargo em 7 de janeiro de 1885. Durante sua administração a Flórida adotou uma nova Constituição e estabeleceu o Conselho Estadual de educação. Ele era um adversário ferrenho dos "carpetbaggers", denominação pejorativa que os sulistas deram aos nortistas (também conhecidas como Yankees) que mudaram-se para o sul durante a era de reconstrução, entre 1865 e 1877.

## Últimos anos, morte e legado
Perry foi ativo no Rito Escocês da Maçonaria. Sua casa de antes da guerra tornou-se o templo do Rito Escocês no centro de Pensacola.
O monumento de confederados na rua Palafox ostenta uma placa homenageando sua esposa, Wathen Virginia Taylor, que levantou fundos para a sua edificação. Após deixar o cargo em 8 de janeiro de 1889, ele voltou para sua casa em Pensacola. A propriedade foi vendida por $2,53 milhões para a vizinha Primeira Igreja Metodista Unida e as reformas feitas com a angariação de fundos ainda estão no lugar. Ele morreu aos 58 anos, a causa foi um repentino acidente vascular cerebral enquanto visitava Kerrville, Texas ainda naquele ano.
Ele e sua esposa estão enterrados no cemitério de São João em Pensacola, Flórida onde a lápide e o monumento central com a narrativa de Perry consta também o nome de sua esposa Wathen Virginia Perry, assim como faz o marco histórico na antiga casa de Perry antiga casa na rua 1 E. Wright Street.
A cidade de Perry, Flórida foi assim nomeada em sua homenagem.
Avenida Perry , na Flórida State Road 296's etapa final em East Pensacola Heights, em direção ao término da rua Cervantes na U.S. Route 90 foi assim nomeada em sua homenagem.

## Ler também
- Allardice, Bruce S. Confederate Colonels: A Biographical Register. Columbia: University of Missouri Press, 2008. ISBN 978-0-8262-1809-4
- Allardice, Bruce S. More Generals in Gray. Baton Rouge: Louisiana State University Press, 1995. ISBN 0-8071-3148-2 (pbk.)
- Eicher, John H., and David J. Eicher, Civil War High Commands. Stanford: Stanford University Press, 2001. ISBN 0-8047-3641-3
- Warner, Ezra J. Generals in Gray: Lives of the Confederate Commanders. Baton Rouge: Louisiana State University Press, 1959. ISBN 0-8071-0823-5.

## Fonte da tradução
- Este artigo foi inicialmente traduzido, total ou parcialmente, do artigo da Wikipédia em inglês cujo título é «Edward A. Perry».